# Споразумение Павелич-Стоядинович
Споразумението Павелич-Стоядинович е споразумение за разделяне на социалистическа Югославия на три независими държави (Сърбия, Хърватия и Словения), включително на зони (сфери) на влияние, и е сключено през 1954 година в Буенос Айрес от лидерите на хърватската и сръбската антикомунистическа опозиция в емиграция. Името си носи по хърватския и сръбския лидери Анте Павелич и Милан Стоядинович.
Според споразумението Източна Босна (днес в Република Сръбска) и Източна Херцеговина ведно с южна Далмация без Дубровник остават за Сърбия.

## Критики
Споразумението се приема „на нож“ от всички. Срещу него скача както хърватската националистическа емиграция с оглед границите на Независимата хърватска държава по време на Втората световна война, така и сръбската националистическа емиграция от последователите на Дража Михайлович с оглед техните разбирания за сръбската западна граница. Същевременно споразумението е добре дошло за Титовата пропаганда, която тръби освен всичко останало, че това са „сметки без кръчмар“. В действителност споразумението е компромис в името на антикомунистическия западен фронт по време на Студената война.
Освен всичките си „недостатъци“, споразумението не взема предвид становищата и на останалите народи в бивша Югославия при определяне на „новата граница“.